# Damernas 500 meter i hastighetsåkning på skridskor vid olympiska vinterspelen 1972
Damernas 500 meter i skridskor vid de olympiska vinterspelen 1972 avgjordes den 10 februari 1972 på Makomanai Open Stadium. Loppet vanns av Anne Henning från USA.
29 deltagare från 12 nationer deltog i tävlingen.

## Rekord
Dessa rekord gällde inför tävlingen.
| Världsrekord     | Anne Henning (USA)      | 42,5 | Davos, Schweiz       | 7 januari 1972  |
| Olympiskt rekord | Lidija Skoblikova (URS) | 45,0 | Innsbruck, Österrike | 30 januari 1964 |

Följande nya världsrekord och olympiska rekord blev satta under tävlingen.
| Datum       | Idrottare       | Nation        | Tid   | OR | VR |
| ----------- | --------------- | ------------- | ----- | -- | -- |
| 10 februari | Monika Pflug    | Västtyskland  | 44,75 | OR |    |
| 10 februari | Ljudmila Titova | Sovjetunionen | 44,45 | OR |    |
| 10 februari | Anne Henning    | USA           | 43,33 | OR |    |

## Medaljörer
| Gren      | Guld             | Guld       | Silver                      | Silver | Brons                         | Brons |
| 500 meter | Anne Henning USA | 43,33 (OR) | Vera Krasnova Sovjetunionen | 44,01  | Ljudmila Titova Sovjetunionen | 44,45 |

## Resultat
| Placering | Idrottare            | Nation        | Tid     | Noteringar      |
| --------- | -------------------- | ------------- | ------- | --------------- |
| 1         | Anne Henning         | USA           | 43,33   | (OR)            |
| 2         | Vera Krasnova        | Sovjetunionen | 44,01   |                 |
| 3         | Ljudmila Titova      | Sovjetunionen | 44,45   |                 |
| 4         | Sheila Young         | USA           | 44,53   |                 |
| 5         | Monika Pflug         | Västtyskland  | 44,75   |                 |
| 6         | Atje Keulen-Deelstra | Nederländerna | 44,89   |                 |
| 7         | Kay Lunda            | USA           | 44,95   |                 |
| 8         | Alla Butova          | Sovjetunionen | 45,17   |                 |
| 9         | Sachiko Saito        | Japan         | 45,35   |                 |
| 10        | Ellie van den Brom   | Nederländerna | 45,62   |                 |
| 11        | Sigrid Sundby        | Norge         | 45,70   |                 |
| 12        | Paula Dufter         | Västtyskland  | 45,77   |                 |
| 13        | Ruth Budzisch        | Östtyskland   | 45,78   |                 |
| 14        | Cathy Priestner      | Kanada        | 45,79   |                 |
| 15        | Ann-Sofie Järnström  | Sverige       | 45,83   |                 |
| 16        | Arja Kantola         | Finland       | 46,12   |                 |
| 17        | Kirsti Biermann      | Norge         | 46,18   |                 |
| 18        | Ylva Hedlund         | Sverige       | 46,24   |                 |
| 19        | Lisbeth Berg         | Norge         | 46,33   |                 |
| 20        | Trijnie Rep          | Nederländerna | 46,60   |                 |
| 21        | Ryoko Onozawa        | Japan         | 46,70   |                 |
| 22        | Choi Jung-hui        | Sydkorea      | 46,74   |                 |
| 23        | Sylvia Filipsson     | Sverige       | 46,78   |                 |
| 24        | Tuula Vilkas         | Finland       | 46,85   |                 |
| 25        | Donna McCannell      | Kanada        | 47,30   |                 |
| 26        | Lee Gyeong-hui       | Sydkorea      | 47,45   |                 |
| 27        | Monika Stützle       | Västtyskland  | 48,15   |                 |
| 28        | Pak In-sue           | Nordkorea     | 55,80 f |                 |
| –         | Sylvia Burka         | Kanada        | [56,26] | Diskvalificerad |